# Hang Múa

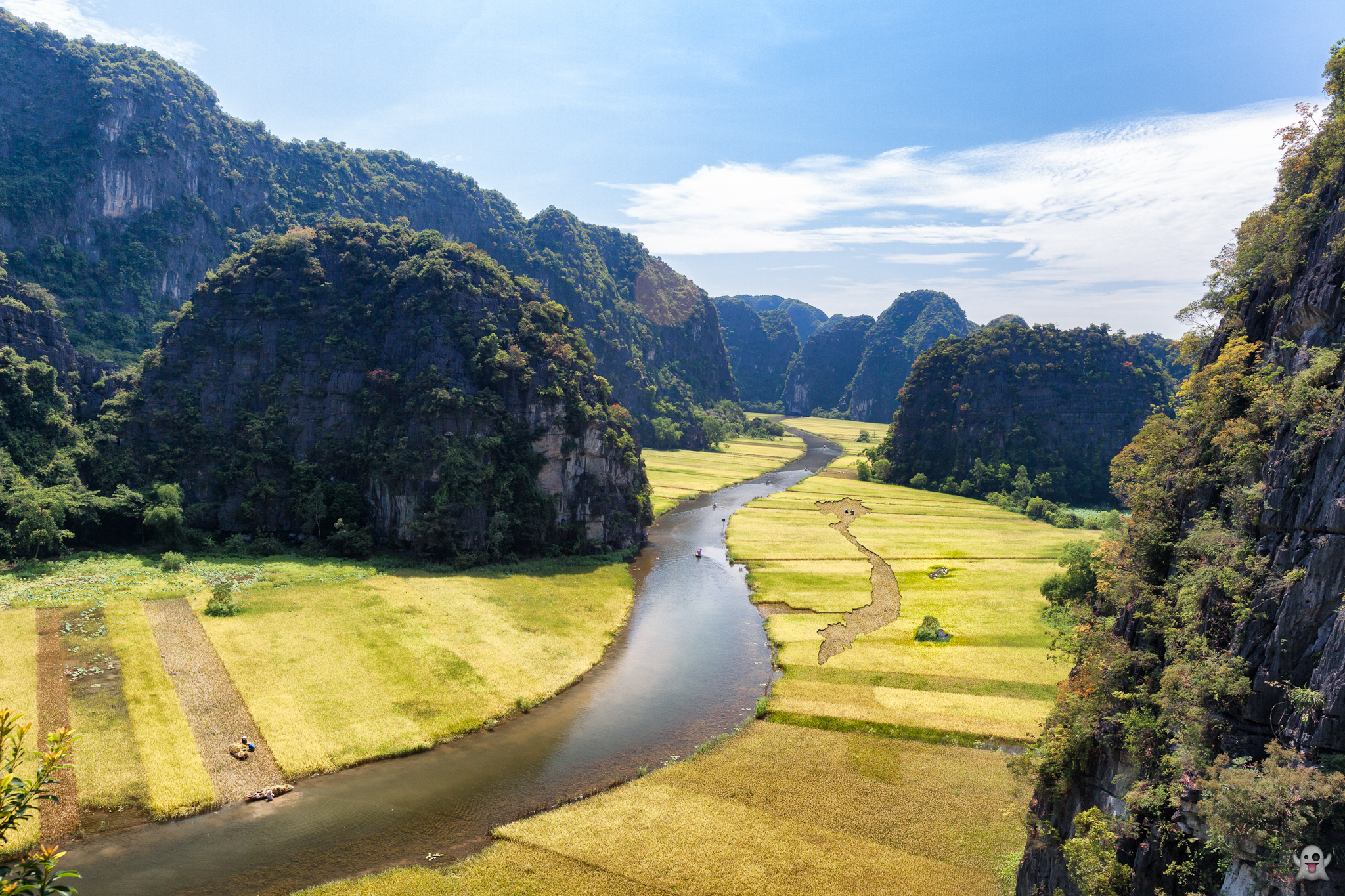
Từ Hang Múa ngắm cảnh Tam Cốc mùa lúa chín

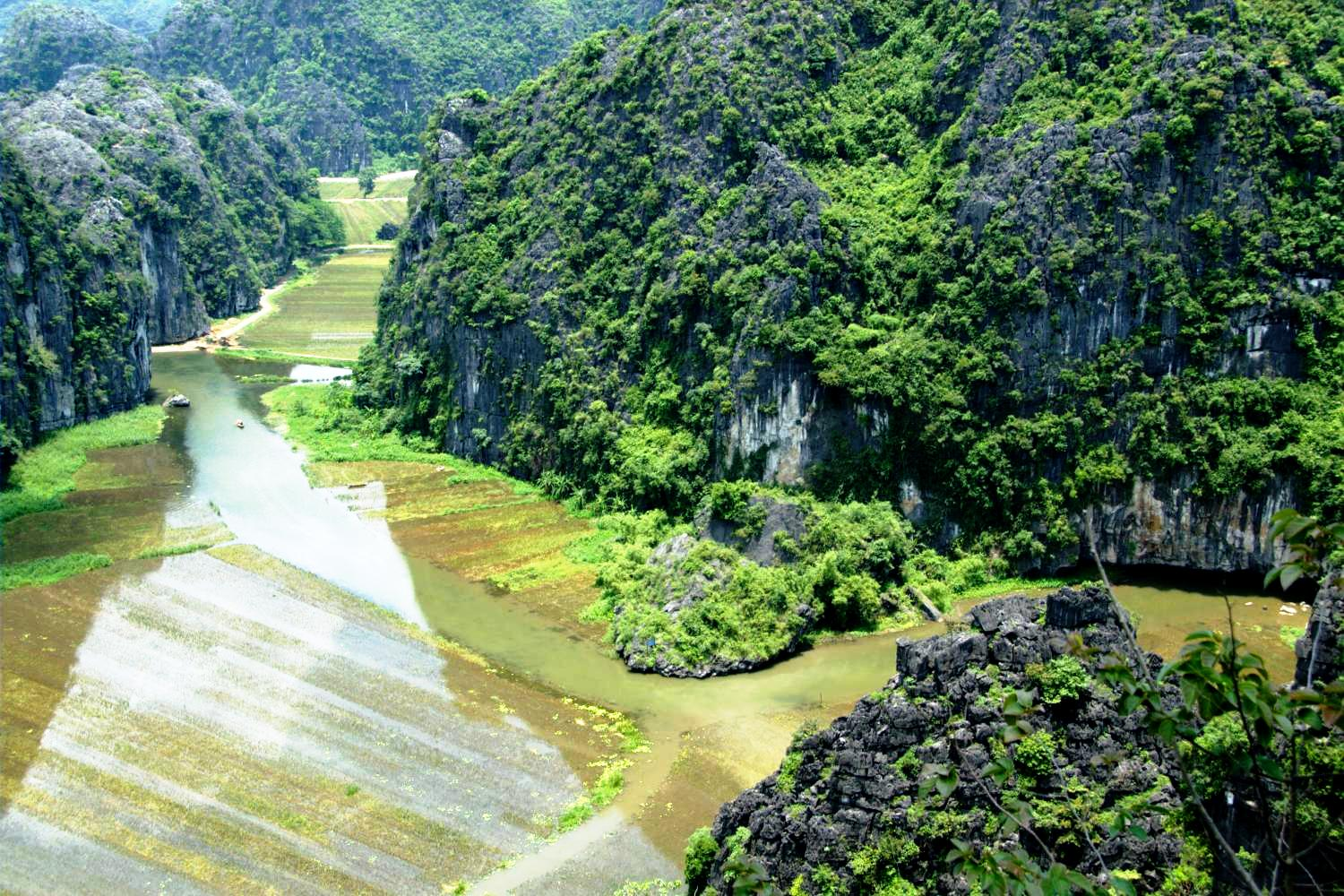
Phong cảnh Tam Cốc nhìn từ đỉnh núi Hang Múa

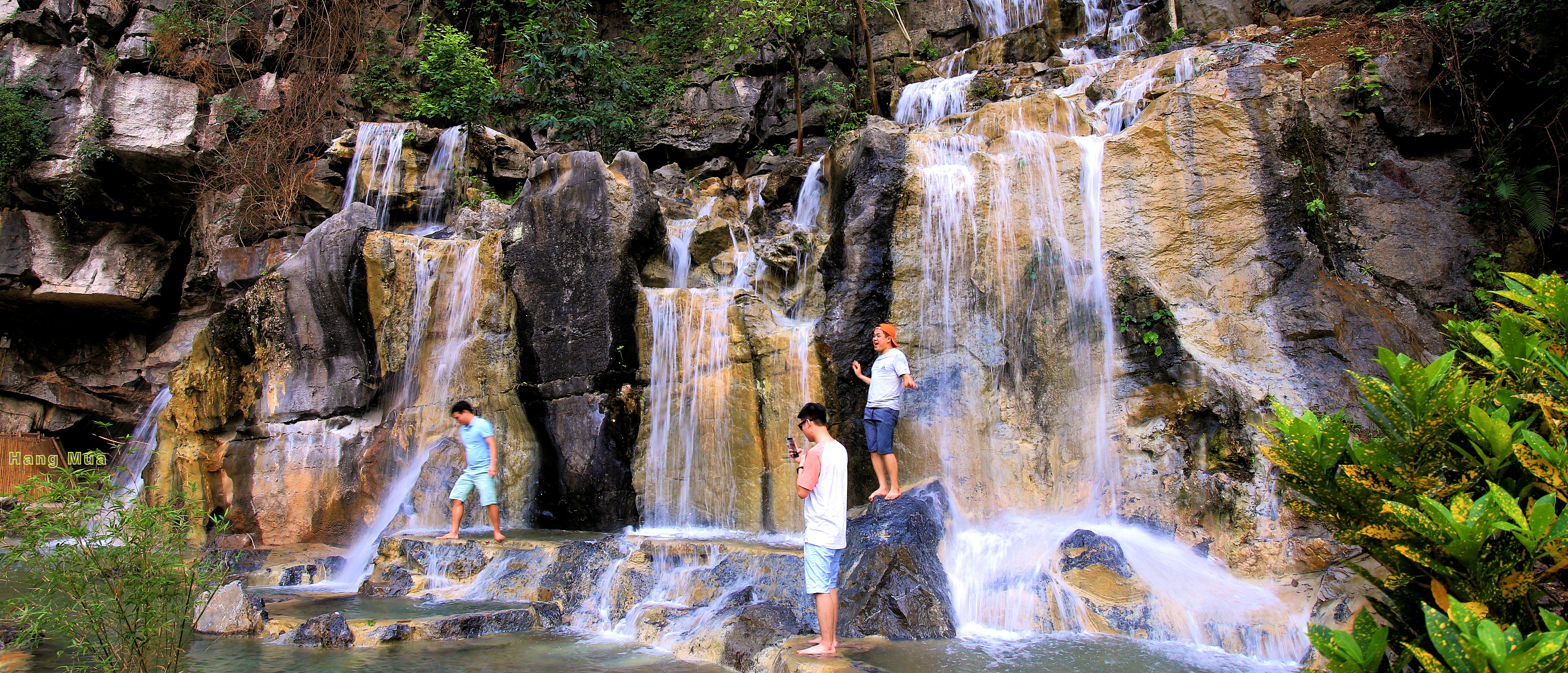
Phía Ngoài cửa hang

Hang Múa là hang trong núi đá vôi ở vùng đất thôn Khê Đầu Hạ phường Hoa Lư tỉnh Ninh Bình, Việt Nam . Hang Múa cách trung tâm thành phố Hoa Lư cỡ 10 km về phía Tây Nam, và cách Hà Nội khoảng 100 km.
Hang Múa là một điểm du lịch nằm trong vùng lõi Quần thể di sản thế giới Tràng An, tỉnh Ninh Bình. Hang Múa có đặc điểm địa chất, địa mạo đặc trưng của vùng núi đá vôi có tuổi đời hàng triệu năm. Với cảnh quan đặc biệt và hấp dẫn, Hang Múa được báo chí đánh giá là điểm sống ảo ở Việt Nam. Điểm nhấn của khu du lịch Hang Múa là phong cảnh đẹp trên con đường dẫn lên đỉnh núi Múa được xây dựng mô phỏng theo kiến trúc Vạn Lý Trường Thành với gần 500 bậc thang đá

## Mô tả

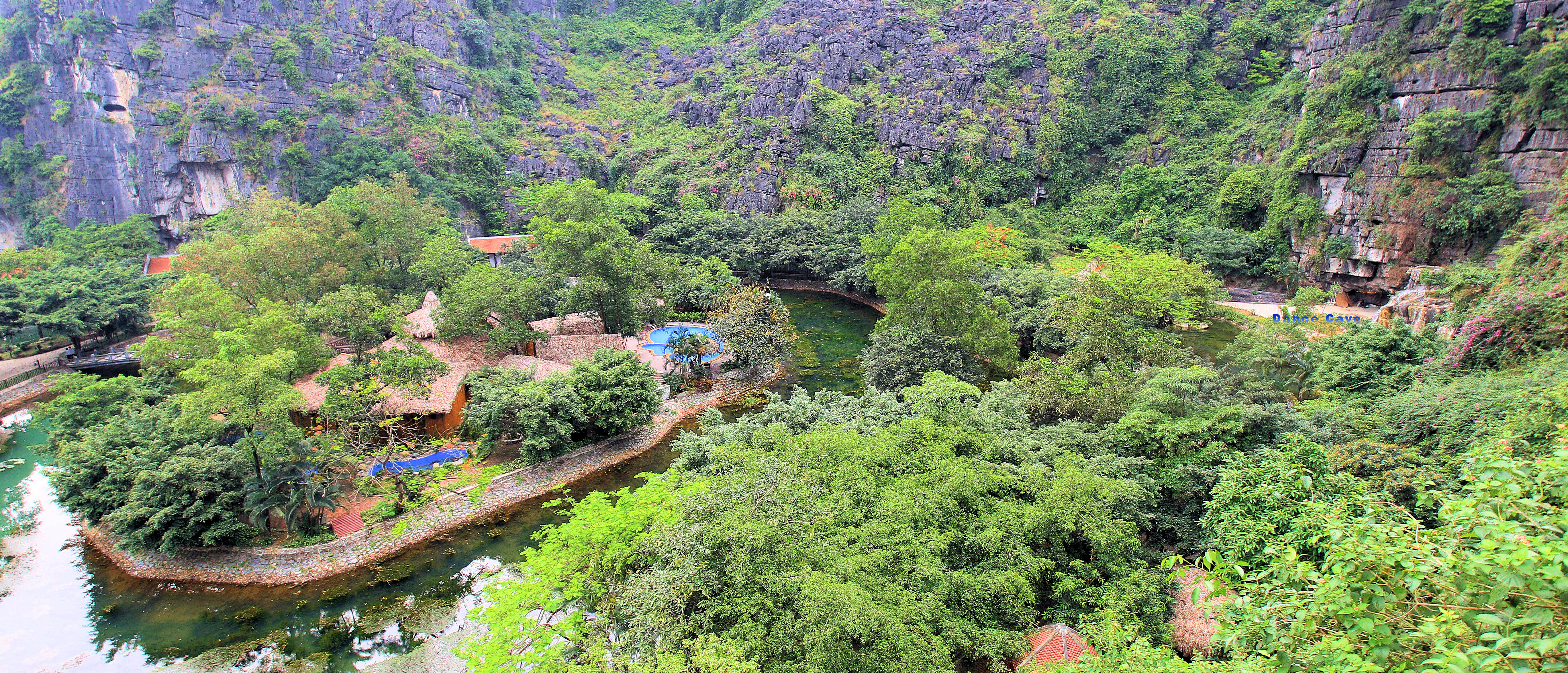

Hang Múa là một điểm du lịch nằm trong vùng lõi Quần thể di sản thế giới Tràng An, tỉnh Ninh Bình. Hang Múa có đặc điểm địa chất, địa mạo đặc trưng của vùng núi đá vôi có tuổi đời hàng triệu năm. Điểm nhấn của khu du lịch Hang Múa là phong cảnh đẹp trên con đường dẫn lên đỉnh núi Múa với gần 500 bậc thang đá.
Từ Hang Múa, du khách có thể dễ dàng tới các địa danh khác trong tuyến du lịch Ninh Bình như Tràng An, Thung Nham, Tam Cốc Bích Động, đầm Vân Long...
Hang Múa có từ lâu nhưng mới được đưa vào khai thác du lịch từ năm 2000. Lúc này, Hang Múa được biết đến với đỉnh núi Múa khi có Đài quan sát Hang Múa - Đài quan sát tự nhiên duy nhất ở Ninh Bình. Đài cao 142m và rộng 800m2.

## Kiến trúc
Là một quần thể du lịch nhưng điểm nhấn của Hang Múa là khu núi Múa, đây cũng chính là nơi có kiến trúc độc đáo. Đường lên đỉnh núi Múa được xây dựng theo kiến trúc đường dẫn thành quách quanh co.
Đường dẫn được xây bằng đá trắng với 486 bậc dẫn lên đỉnh. Theo thời gian, con đường mang vẻ đẹp trầm mặc, rêu phong. Trên đỉnh núi là những ngọn tháp có kiến trúc giống những ngọn tháp trong các đình chùa với đỉnh nhọn, mái cong uốn vòm.
Ngay đầu đường dẫn lên núi là hình rồng được tạo dựng tinh tế như mời gọi du khách chinh phục con đường lên tới đỉnh núi. Trên đỉnh núi là hình tượng rồng chầu phía sâu tượng Phật bà Quan Âm. Con rồng trên đỉnh núi không chỉ chầu Phật bà mà còn được nhiều người ví dư đang đón bình mình và hoang hôn nếu nhìn từ phía chân núi. Đây cũng là còn rồng "cao nhất" Ninh Bình và tạo nên kiến trúc độc đáo trên đỉnh núi Múa.
Hai bên đường dẫn lên đỉnh núi còn xuất hiện nhiều hình tượng các con vật như Nghê, đại bàng... những con vật có dấu ấn trong văn hóa kiến trúc tâm linh của người Việt. Những con vật này được đặt trên các trụ đá dọc đường đi tạo thêm nét đặc biệt và ấn tượng cho con đường dẫn lên đỉnh núi.

## Tháp sống ảo
Trên đỉnh núi Múa có một ngọn tháp nhỏ ngay bên vực, thu hút khách khắp nơi tới để chụp hình đăng lên mạng xã hội, do kích thước nhỏ gọn, vị trí cao, thông thoáng và phong cảnh hùng vĩ.
Ngọn tháp trên đỉnh núi Múa được xây dựng theo kiến trúc bảo tháp Phật giáo thường gặp ở các quốc gia như Ấn Độ, Mông Cổ, Thái Lan, Lào... Tháp này có đế hình vuông biểu tượng cho đất, phần bầu tròn biểu tượng cho nước, phần các nón nhọn hướng lên trời biểu tượng cho lửa, phần lọng che biểu tượng cho gió, phần trên cùng biểu tượng cho Không Đại.
Hình con vật giống sư tử chính là Nghê, một trong 9 người con của Rồng. Đây là một con vật phổ biến trong kiến trúc tôn giáo ở Việt Nam cũng như các quốc gia chịu ảnh hưởng của văn hóa Trung Hoa.
Bức tượng chim xuất hiện trên đỉnh cột ở đường dẫn lên đỉnh núi múa là chim đại bàng, biểu tượng cho sự trấn áp và sức mạnh uy quyền. Trên đỉnh núi Múa còn đặt một tượng Quan Thế Âm Bồ Tát.

## Cảnh quan
Hang Múa được mệnh danh là "nàng thơ của Tam Cốc", điều này không ngoa. Khi đứng từ đỉnh núi Múa có thể ngắm trọn vẻ đẹp của Tam Cốc, đặc biệt trong mùa lúa xanh và lúa chín. Đây là địa điểm đẹp nhất để ngắm Tam Cốc, vùng sơn thủy hữu tính với dòng sông uốn lượn qua những cánh đồng lúa dưới những ngọn núi đá vôi cổ trùng điệp.
Khu hang Múa ngoài núi Múa còn có nhiều hang động đầy bí ẩn đâm sâu vào lòng núi. Đi từ cổng vào bạn sẽ đi qua những khu ấn tượng với những ngôi nhà trên cây, thủy đình giữa hồ, vườn hoa bậc thang cùng những dãy nhà nghỉ nằm áp sát vào chân núi.
Tam Cốc - Bích Động có 4 điểm chụp ảnh từ trên cao xuống đẹp nhất gồm: đỉnh núi hang Cả chụp vào, đỉnh núi Trái Bộ chụp ra, đỉnh Chìa Vôi chụp ngang và từ đỉnh Hang Múa chụp xuống. Đây là những điểm du lịch thuộc Photo tour “Sắc vàng Tam Cốc- Tràng An” diễn ra trong tháng 5 hàng năm.

## Truyền thuyết, lịch sử
Theo truyền thuyết dân gian, cái tên có từ xa xưa. Khi đó vua Trần Thái Tông khi về vùng Hoa Lư lập Am Thái Vi thường tới đây để nghe các mỹ nữ, cung tần múa hát. Hang Múa cũng là một trong những địa điểm có tên gọi kỳ lạ nhất Việt Nam.
Không chỉ vậy, hang động dưới chân núi Múa thời xưa còn là một bệnh viện lưu động nơi điều trị, trú ẩn của thương bệnh bình tham gia cuộc chiến bảo vệ tổ quốc.

## Báo chí, truyền thông
Thời gian gần đây, Hang Múa xuất hiện nhiều trên báo chí khi được khen ngợi là một trong những địa điểm checkin đẹp nhất Ninh Bình hay Vạn lý trường thành phiên bản Việt. Hang Múa cũng được báo chí xếp vào danh sách những địa điểm không thể bỏ lỡ ở miền Bắc hay những địa danh có tên gọi kỳ lạ nhất Việt Nam. Trong tháng 8 năm 2018, vượt qua cả Tràng An, Tam Cốc hay chùa Bái Đính, Hang Múa thuộc địa phận thôn Khê Đầu Hạ đứng đầu top 5 điểm đến tại Ninh Bình trên trang du lịch số 1 thế giới TripAdvisor.
Hang Múa đã được đầu tư xây dựng thành điểm du lịch sinh thái kết hợp thể thao leo núi - Hang Múa Ecolodge. Hang Múa Ecolode mang một nét đẹp văn hóa đằm thắm, thanh bình mà vẫn có đầy đủ các dịch vụ phục vụ du khách như: phòng nghỉ, nhà hàng, khu vực leo núi, ngắm cảnh… Được đưa vào khai thác du lịch sớm nên các dịch vụ cho du khách ở rất chuyên nghiệp.